# Stora Gylltjärnen
Stora Gylltjärnen är en sjö i Ludvika kommun i Dalarna och ingår i Norrströms huvudavrinningsområde.